# Eagle's Rider
Eagle's Rider is een computerspel dat werd ontwikkeld en uitgegeven door Microïds. Het spel kwam in 1990 uit voor de Atari ST en Amstrad CPC.

## Platforms
| Jaar | Platform              |
| ---- | --------------------- |
| 1990 | Amstrad CPC, Atari ST |
| 1991 | Amiga, DOS            |

## Ontvangst
| Beoordeeld door | Platform | Datum        | Score |
| --------------- | -------- | ------------ | ----- |
| Power Play      | Amiga    | januari 1991 | 36%   |
| Amiga Joker     | Amiga    | januari 1991 | 19%   |